# Пътуване във времето
Пътешествие във времето е хипотетично преместване на човек или друг обект в миналото или бъдещето. За първи път подобна идея е предложена през 1830-те в романът на Александър Велтман „Александр Филиппович Македонский. Предки Калимероса“. Обикновено за пътешествие във времето в литературата и киното се използва специално устройство – машина на времето.
Пътуването във времето е концепция за придвижване напред и назад към различни точки от времето, аналогично на придвижването в пространството. Някои интерпретации на пътуването във времето предполагат възможността за пътуване между паралелни реалности или светове.